# Loche (poisson)
Pour les articles homonymes, voir Loche.
Taxons concernés
Dans la famille des Cobitidae
- dans le genre Botia
- dans le genre Chromobotia
- dans le genre Cobitis
- dans le genre Misgurnus
- dans le genre Pangio

Dans la famille des Gadidae
- dans le genre Microgadus
- dans le genre Phycis

Dans la famille des Gobiidae
- dans le genre Awaous
- dans le genre Glossogobius
- dans le genre Gracila
- dans le genre Sicydium

Dans la famille des Serranidae
- dans le genre Anyperodon
- dans le genre Cephalopholis
- dans le genre Cromileptes
- dans le genre Epinephelus
- dans le genre Grammistes
- dans le genre Plectropomus
- dans le genre Variola

Et aussi
- genre Barbatula (Balitoridae)
- espèce Centroscyllium nigrum (Etmopteridae)
- espèce Diagramma pictum (Haemulidae)
- espèce Gaidropsarus vulgaris (Lotidae)
- espèce Lota lota (Lotidae)modifier

Le terme Loche est un nom vernaculaire donné à de nombreuses espèces de poissons d'eau douce ou marins appartenant à différents ordres et familles, notamment les Cobitidae, les Gobiidae, les Serranidae, etc. Ce sont essentiellement des poissons de fond dont la morphologie est adaptée à la proximité des rochers ou des sédiments.

## Physiologie, comportement et écologie
Les caractéristiques générales des loches sont celles des poissons, avec des nuances pour chaque espèce : voir les articles détaillés pour plus d'informations sur leur description ou leur mode de vie.

### Caractéristiques communes
Le mot « loche » vient du grec leucos, blanc. Ce nom est donné généralement à des poissons dont le corps est allongé et qui possèdent 6 à 10 barbillons. Ce sont plutôt des poissons dont la morphologie est adaptée pour reposer sur le ventre, au fond de l'eau.

## Noms en français et noms scientifiques correspondants
La première de ces deux listes les classe par nom vernaculaire et la seconde par nom binominal.

### Par nom vernaculaire
Liste alphabétique de noms vulgaires ou de noms vernaculaires attestés en français.

Note : certaines espèces ont plusieurs noms et, les classifications évoluant encore, certains noms scientifiques ont peut-être un autre synonyme valide.
- Loche :

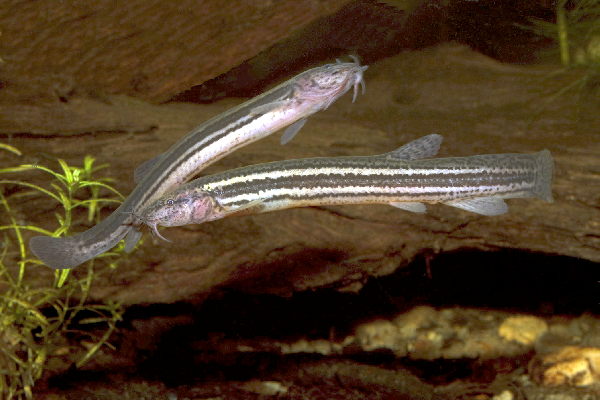
Loche d'étang ou Loche commune (Misgurnus fossilis)

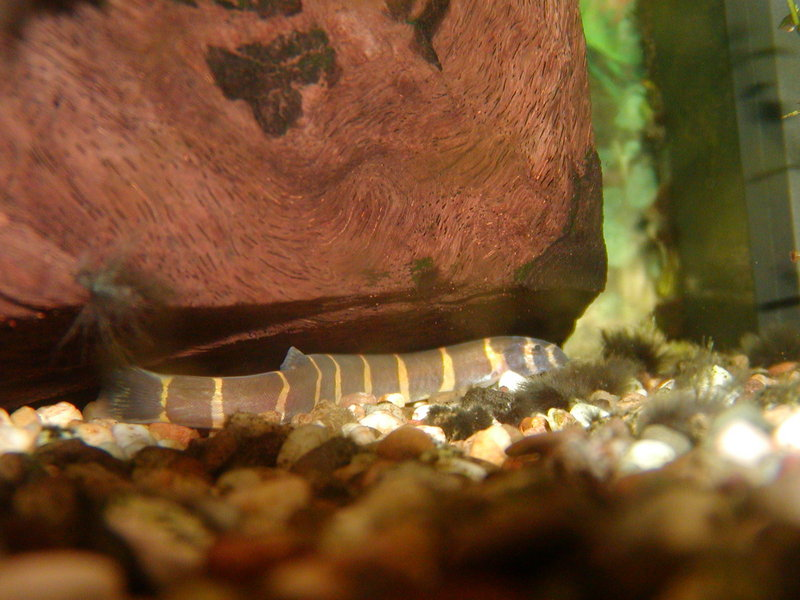
Loche coolie, Loche léopard ou Loche svelte (Pangio kuhlii)

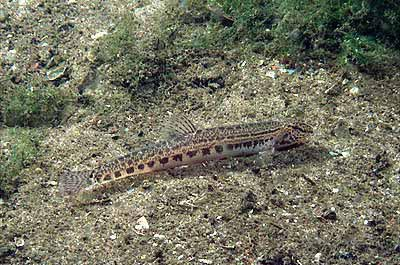
Loche de rivière ou Loche épineuse (Cobitis taenia)

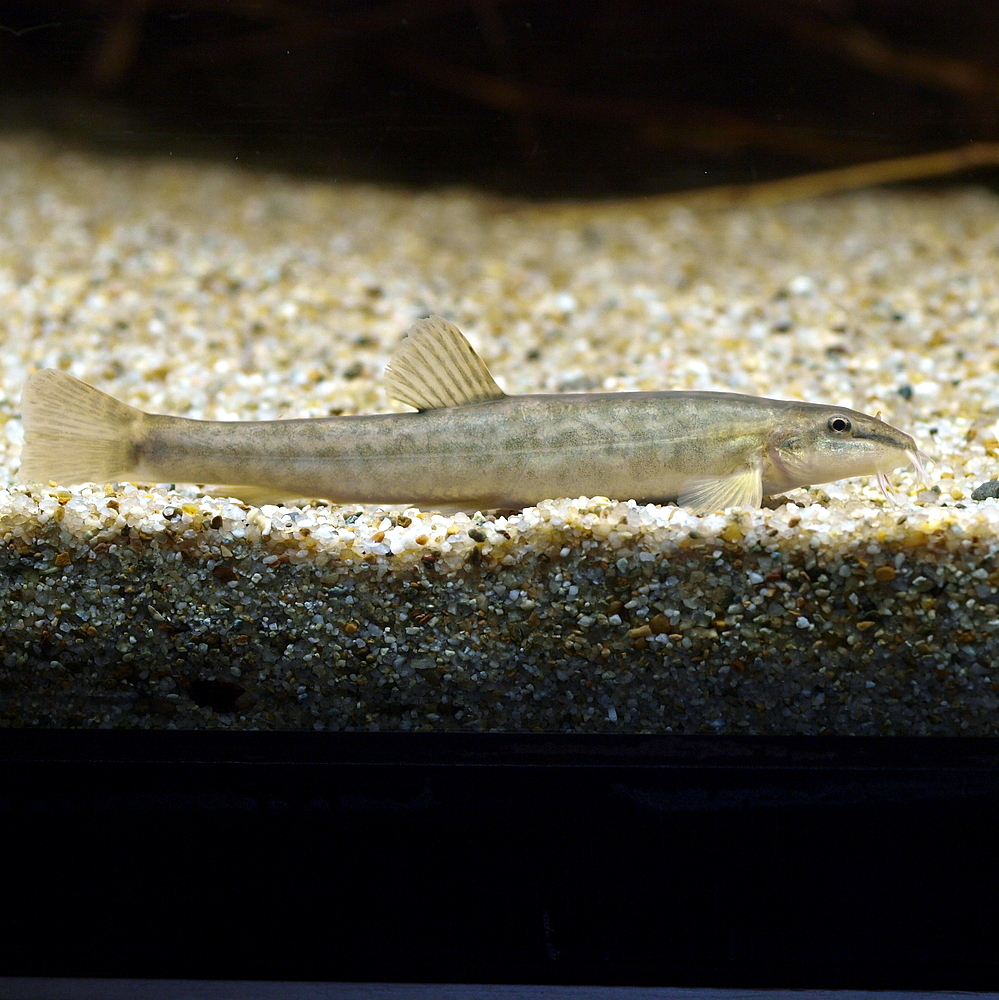
Loche franche ou Loche pierre (Barbatula barbatula)

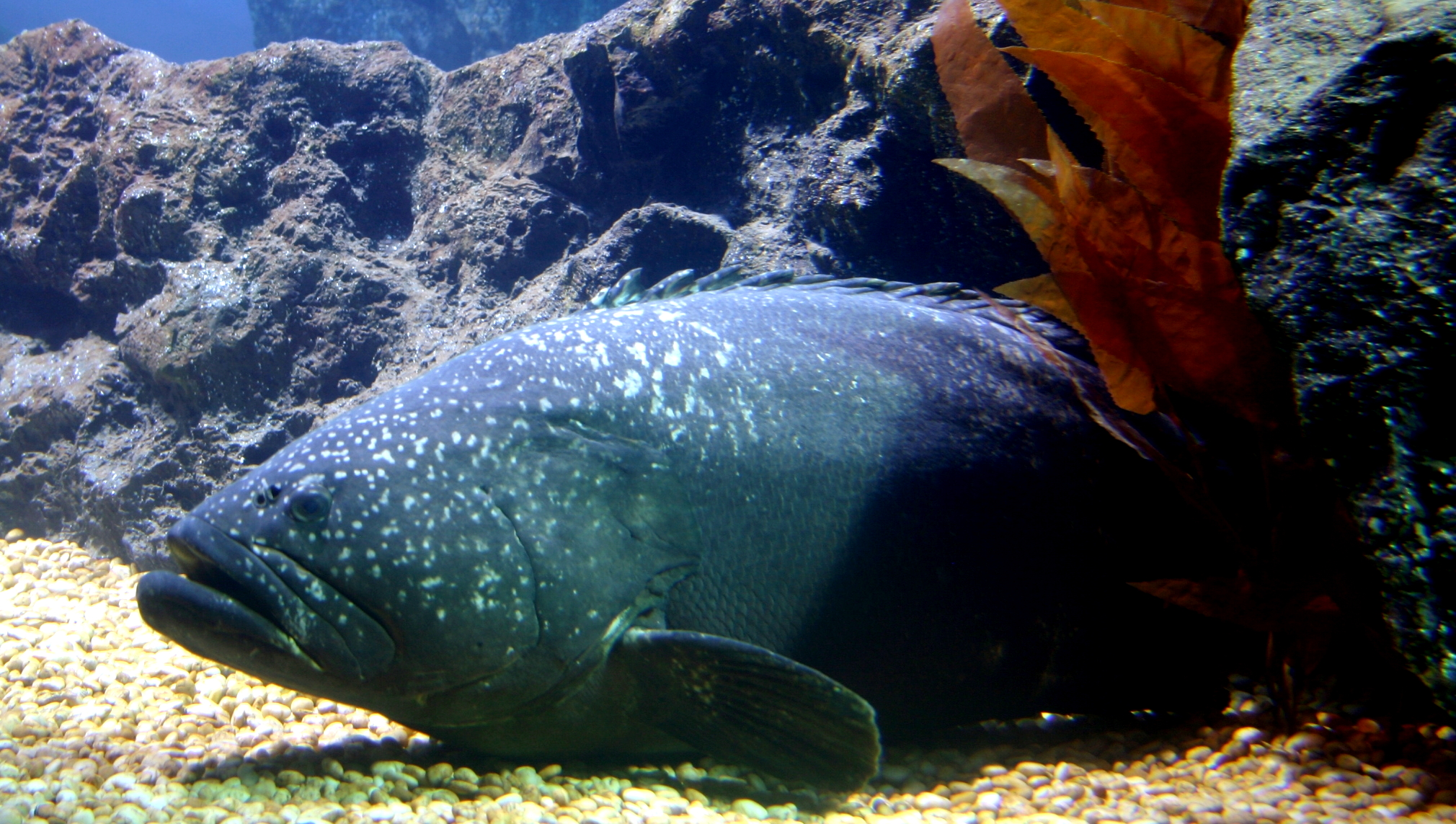
Loche géante ou Loche, en créole, (Epinephelus lanceolatus)

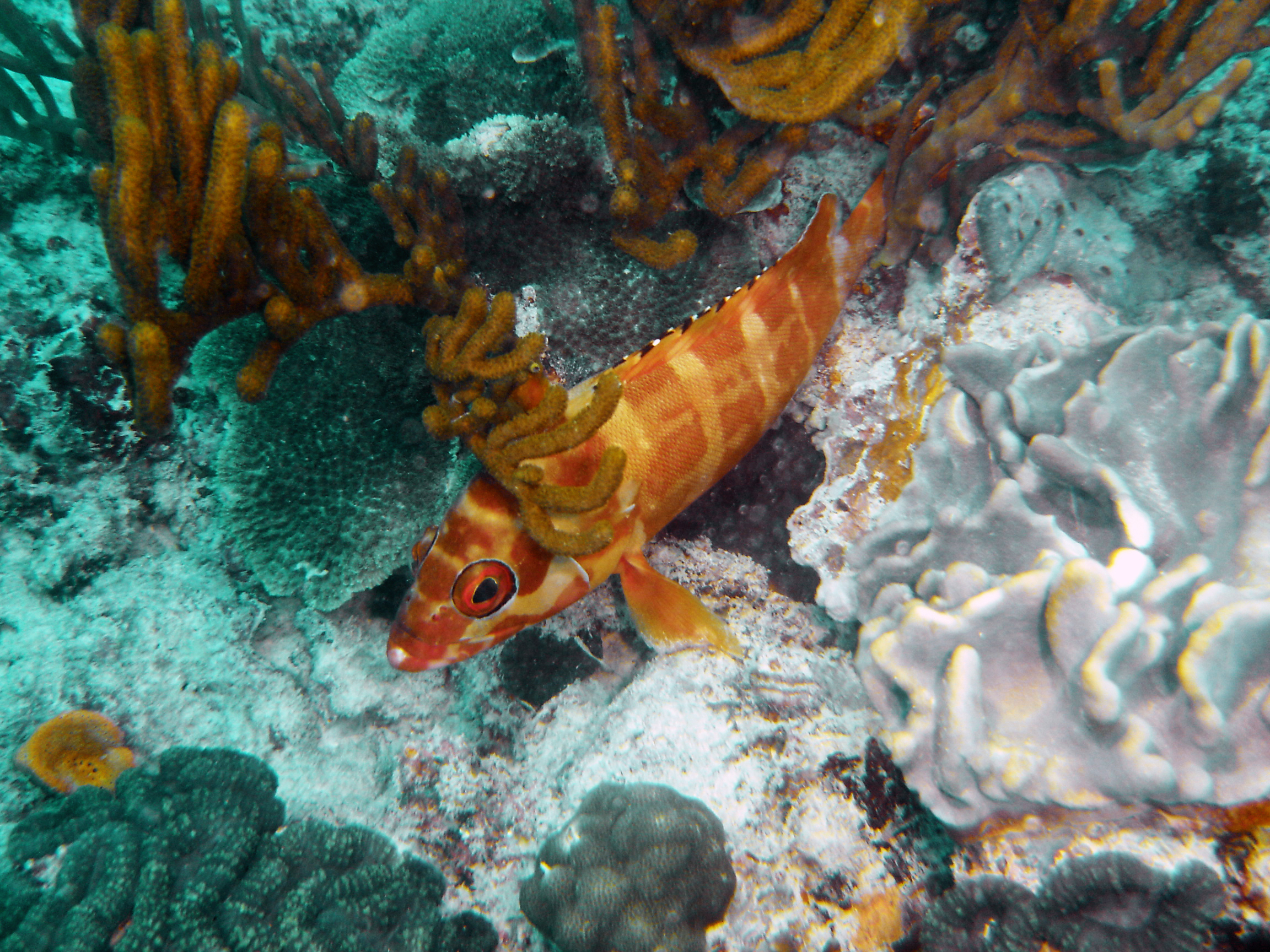
Loche rouge ou Loche écarlate (Epinephelus fasciatus)

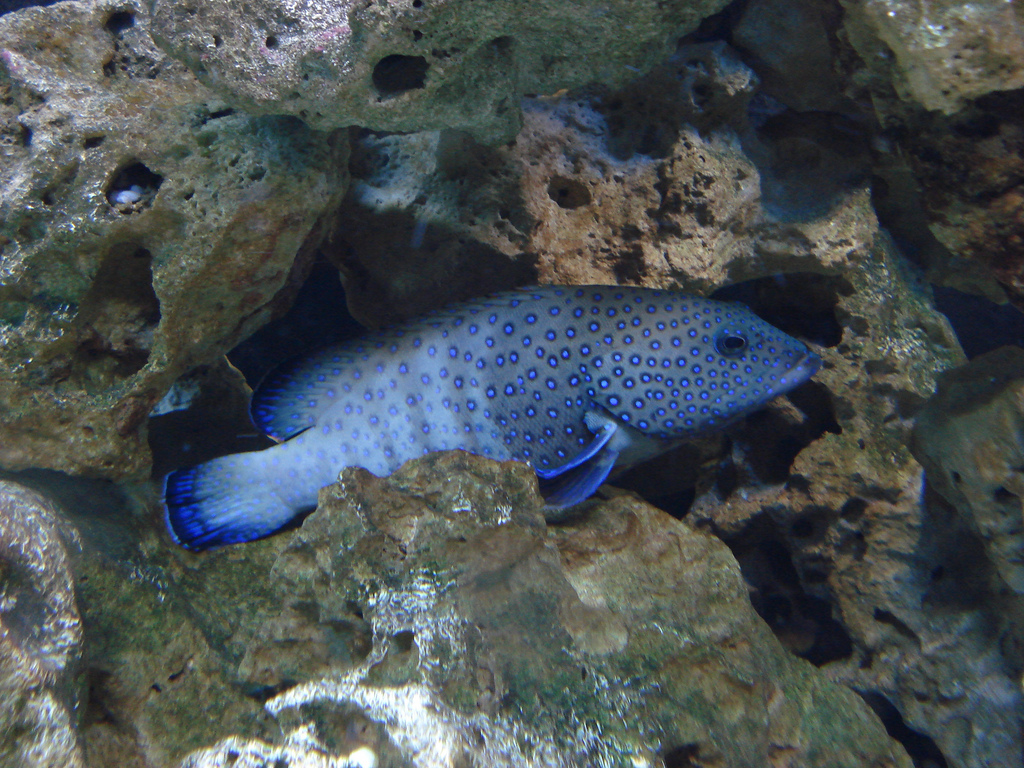
Loche bleue (Epinephelus cyanopodus), de Nouvelle-Calédonie

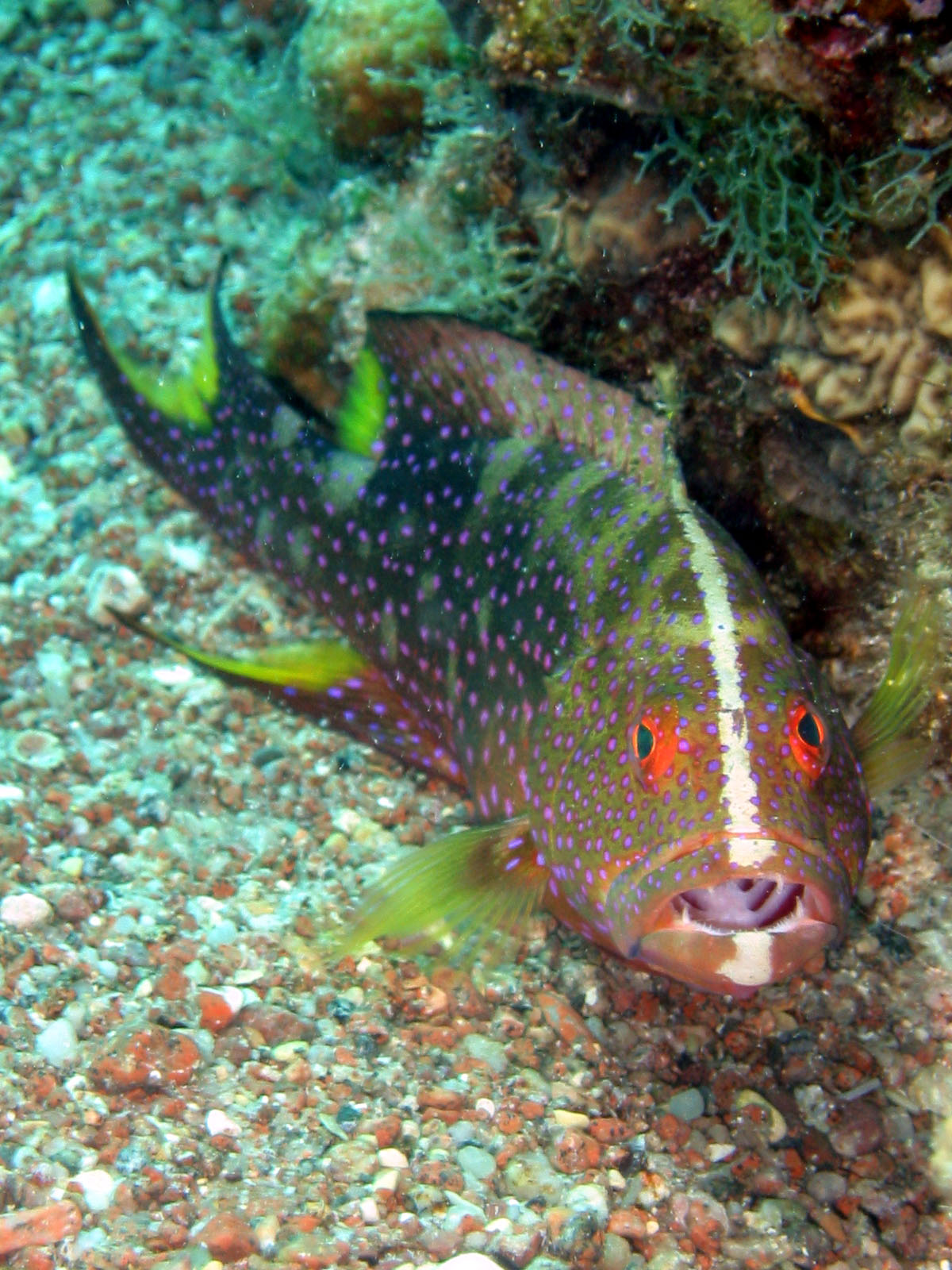
Loche caméléon ou Loche saumonée (Variola louti)

  - Awaous commersoni (Comores, Maurice et La Réunion)[3],[4]
  - Awaous nigripinnis (La Réunion)[5],[4]
  - Centroscyllium nigrum (Nouvelle-Calédonie)[5],[3],[4]
  - Epinephelus lanceolatus (La Réunion)[4]
  - Glossogobius giuris (La Réunion)[5],[3],[4]
  - Glossogobius kokius (Maurice et La Réunion)[3],[4]
  - Lota lota (Canada, usage restreint)[6],[7]
  - Microgadus tomcod (Canada)[7]
  - Phycis blennoides (France)[5],[4]
  - Sicydium plumieri (Guadeloupe et Martinique)[5],[4]
  - Sicydium punctatum (Guadeloupe et Martinique)[4]
- Loche à bandes noires - Epinephelus morrhua[5],[8]
- Loche à bords blancs - Gracila albomarginata[5]
- Loche à hexagone - Centroscyllium nigrum[5] et Epinephelus hexagonatus[5]
- Loche à lignes blanches - Anyperodon leucogrammicus[5]
- Loche à taches blanches - Epinephelus coeruleopunctatus[5]
- Loche à taches claires - Epinephelus ongus[5]
- Loche bleue - Epinephelus cyanopodus[5]
- Loche brique - Epinephelus rivulatus[5]
- Loche caméléon - Variola louti[5]
- Loche casteix - Diagramma pictum[5] et Plectorhinchus picus[5]
- Loche-clown - Chromobotia macracanthus[9]
- Loche commune - Misgurnus fossilis[1]
- Loche coolie - Pangio kuhlii[10]
- Loche crasseuse - Epinephelus polyphekadion[5]
- Loche de mer - Gaidropsarus vulgaris[5],[1]
- Loche de rivière - Cobitis taenia[5],[7],[3] ou Lota lota (Canada)[7]
- Loche de sable - Epinephelus maculatus[5]
- Loche d'étang - Misgurnus anguillicaudatus[5] et Misgurnus fossilis[5],[3]
- Loche dorée - Cobitis aurata[1]
- Loche du Languedoc - Barbatula quignardi[3]
- Loche écarlate - Epinephelus fasciatus[5]
- Loche épineuse - Cobitis taenia[1],[7],[3]
- Loche franche - Barbatula barbatula[5],[1],[7],[3] et Cobitis barbatula[5]
- Loche géante - Epinephelus lanceolatus[5]
- Loche gingembre - Grammistes sexlineatus[5]
- Loche italienne - Cobitis bilineata[3]
- Loche léopard - Sewellia lineolata[11]
- Loche marbrée - Epinephelus polyphekadion[5] et Epinephelus microdon[12]
- Loche morue - Epinephelus cyanopodus[5]
- Loche mouchetée - Epinephelus tauvina[5],[7]
- Loche naine - Yasuhikotakia sidthimunki[13](syn. Botia sidthimunki)
- Loche peau de serpent - Epinephelus morrhua[5]
- Loche pierre - Barbatula barbatula[1]
- Loche pintade - Epinephelus chlorostigma[5],[7]
- Loche plate grise - Epinephelus octofasciatus[5]
- Loche ponctuée - Epinephelus melanostigma[5]
- Loche rayon de miel - Epinephelus merra[5]
- Loche ronde - Epinephelus malabaricus[5]
- Loche rouge - Epinephelus fasciatus[5]
- Loche rouge du large - Epinephelus retouti[5]
- Loche sanguine - Cephalopholis miniata[5]
- Loche saumonée - Cephalopholis argus[5], Plectropomus leopardus[5] et Variola louti[5].
- Loche svelte - Pangio kuhlii[14]
- Loche truite - Cromileptes altivelis[5]
- Loche uitoe - Epinephelus maculatus[5]
- Loche voile - Cromileptes altivelis[5]
- Lochet - Gaidropsarus vulgaris[15]
- Mère loche - Epinephelus malabaricus[5]
- Mérou-loche cacatois - Plectropomus oligacanthus[5]
- Mérou-loche vagabonde - Plectropomus pessuliferus[5]
- Petite Morue-loche - Microgadus tomcod[5]

### Par nom binominal
- Anyperodon leucogrammicus - Loche à lignes blanches
- Awaous nigripinnis - Loche
- Barbatula barbatula - Loche franche
- Centroscyllium nigrum - Loche à hexagone
- Cephalopholis argus - Loche saumonée
- Cephalopholis miniata - Loche sanguine
- Cobitis taenia taenia - Loche de rivière
- Cromileptes altivelis - Loche truite ; Loche voile
- Chromobotia macracanthus - Loche-clown
- Diagramma pictum - Loche casteix
- Epinephelus chlorostigma - Loche pintade
- Epinephelus coeruleopunctatus - Loche à taches blanches
- Epinephelus cyanopodus - Loche bleue ; Loche morue
- Epinephelus fasciatus - Loche écarlate ; Loche rouge ; Sorte de loche
- Epinephelus hexagonatus - Loche à hexagone
- Epinephelus lanceolatus - Loche géante
- Epinephelus maculatus - Loche de sable ; Loche uitoe
- Epinephelus malabaricus - Loche ronde ; Mère loche
- Epinephelus melanostigma - Loche ponctuée
- Epinephelus merra - Loche rayon de miel
- Epinephelus morrhua - Loche à bandes noires ; Loche peau de serpent
- Epinephelus octofasciatus - Loche plate grise
- Epinephelus ongus - Loche à taches claires
- Epinephelus polyphekadion - Loche crasseuse ; Loche marbrée
- Epinephelus retouti - Loche rouge du large
- Epinephelus rivulatus - Loche brique
- Epinephelus tauvina - Loche mouchetée
- Gaidropsarus vulgaris - Loche de mer ; Lochet
- Glossogobius giuris - Loche
- Gracila albomarginata - Loche à bords blancs
- Grammistes sexlineatus - Loche gingembre
- Microgadus tomcod - Loche
- Misgurnus anguillicaudatus - Loche d'étang
- Misgurnus fossilis - Loche d'étang
- Pangio kuhlii - Loche coolie ou Loche svelte
- Phycis blennoides - Loche
- Plectorhinchus picus - Loche casteix
- Plectropomus leopardus - Loche saumonée
- Plectropomus oligacanthus - Mérou-loche cacatois
- Plectropomus pessuliferus - Mérou-loche vagabonde
- Sewellia lineolata - Loche léopard
- Sicydium plumieri - Loche
- Sicydium punctatum - Loche
- Variola louti - Loche caméléon ; Loche saumonée
- Yasuhikotakia sidthimunki - Loche naine